# Friedrich IV. (Braunschweig-Lüneburg)

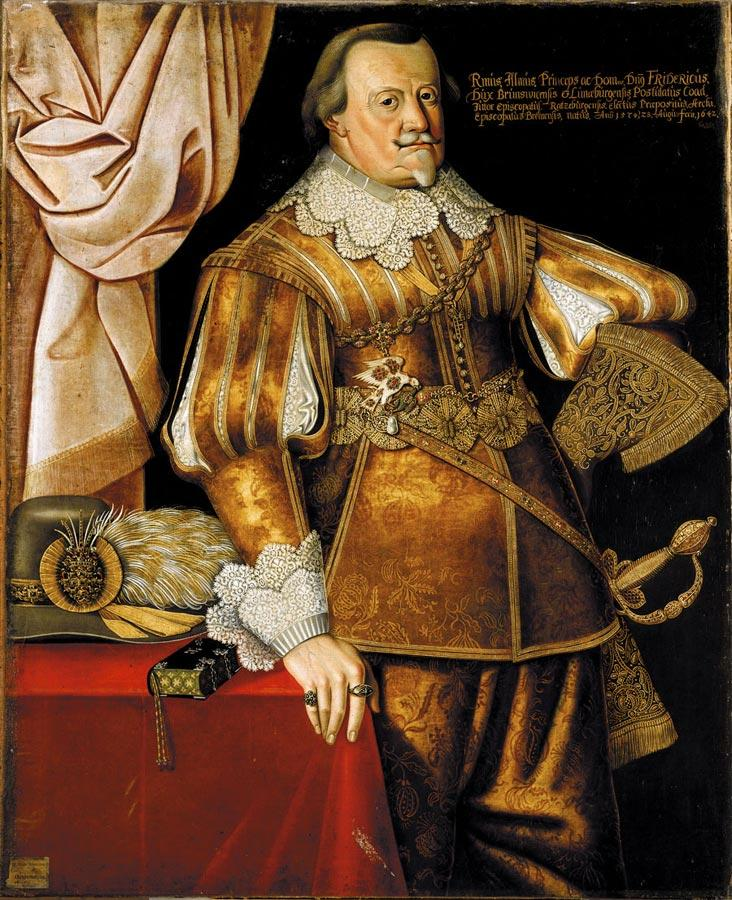
Friedrich IV. (1640)

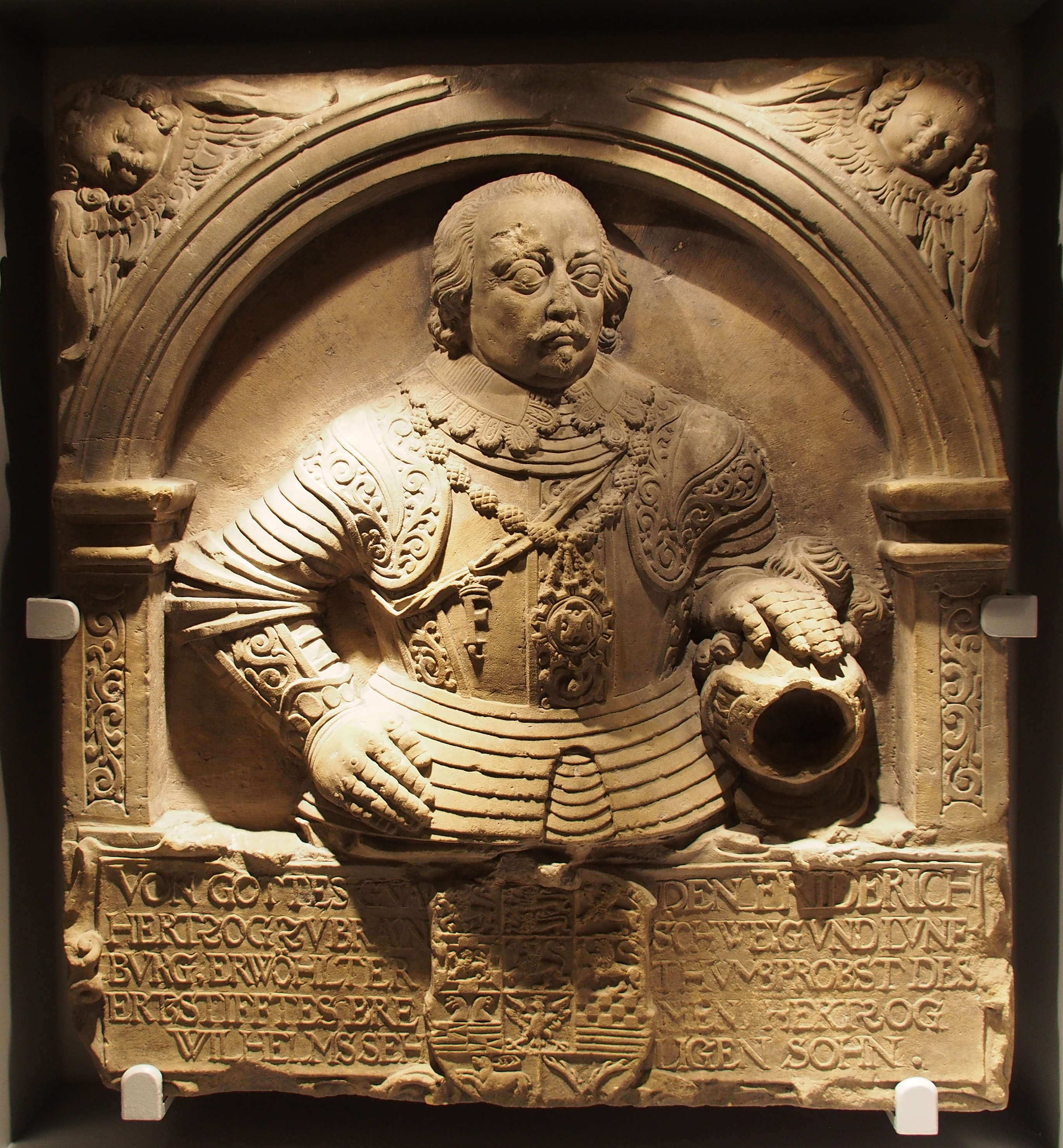
Relief im Residenzmuseum im Celler Schloss (17. Jh.)

Friedrich, Herzog zu Braunschweig und Lüneburg (* 28. August 1574; † 10. Dezember 1648) war von 1636 bis 1648 Fürst von Lüneburg. Er war Bischofadjutor des Bistums Ratzeburg und gewählter Propst des Erzbistums Bremen.
Er war das zehnte Kind von Wilhelm dem Jüngeren (Braunschweig-Lüneburg) (1535–1592) und seiner Frau Dorothea von Dänemark (1546–1617), Tochter von König Christian III. von Dänemark (1503–1559).
Er gehörte zum Haus Neu-Lüneburg.
Herzog Friedrich wurde in der Fürstengruft in der Stadtkirche St. Marien in Celle beigesetzt.